# A. J. Hackett
A. J. Hackett nació en 1958 en la ciudad de Auckland en Nueva Zelanda. Amante de los deportes de riesgo, fue el creador del puenting comercial. Hackett se inspiró en los ritos de una tribu indígena de Vanuatu, uno de cuyos rituales consiste en saltar desde plataformas de madera elevadas atados con una liana por los tobillos.
Alrededor de los años 1980, Hackett desarrolló una cuerda elástica para la práctica del puenting. En 1987 se lanzó desde la Torre Eiffel en París para divulgar esta actividad. Creó su propia empresa, "A. J. Hackett Bungy", que inició sus actividades organizando saltos desde el puente Kawarau de Queenstown (Nueva Zelanda). Con posterioridad, la empresa de Hackett se ha dedicado a poner al alcance de los aficionados a esta práctica lugares de salto en Nueva Zelanda y en otros países como Australia, Francia, Alemania, Estados Unidos, México e Indonesia.